# Jonval
Jonval je francouzská obec v departementu Ardensko v regionu Grand Est. V roce 2014 zde žilo 91 obyvatel.

## Poloha obce
Sousední obce jsou: Bouvellemont, Chagny, La Sabotterie, Saint-Loup-Terrier a Tourteron.

## Vývoj počtu obyvatel
Počet obyvatel